# Episinus marignaci
Episinus marignaci är en spindelart som först beskrevs av Roger de Lessert 1933.  Episinus marignaci ingår i släktet Episinus och familjen klotspindlar.
Artens utbredningsområde är Angola. Inga underarter finns listade i Catalogue of Life.